# Universidad Laboral

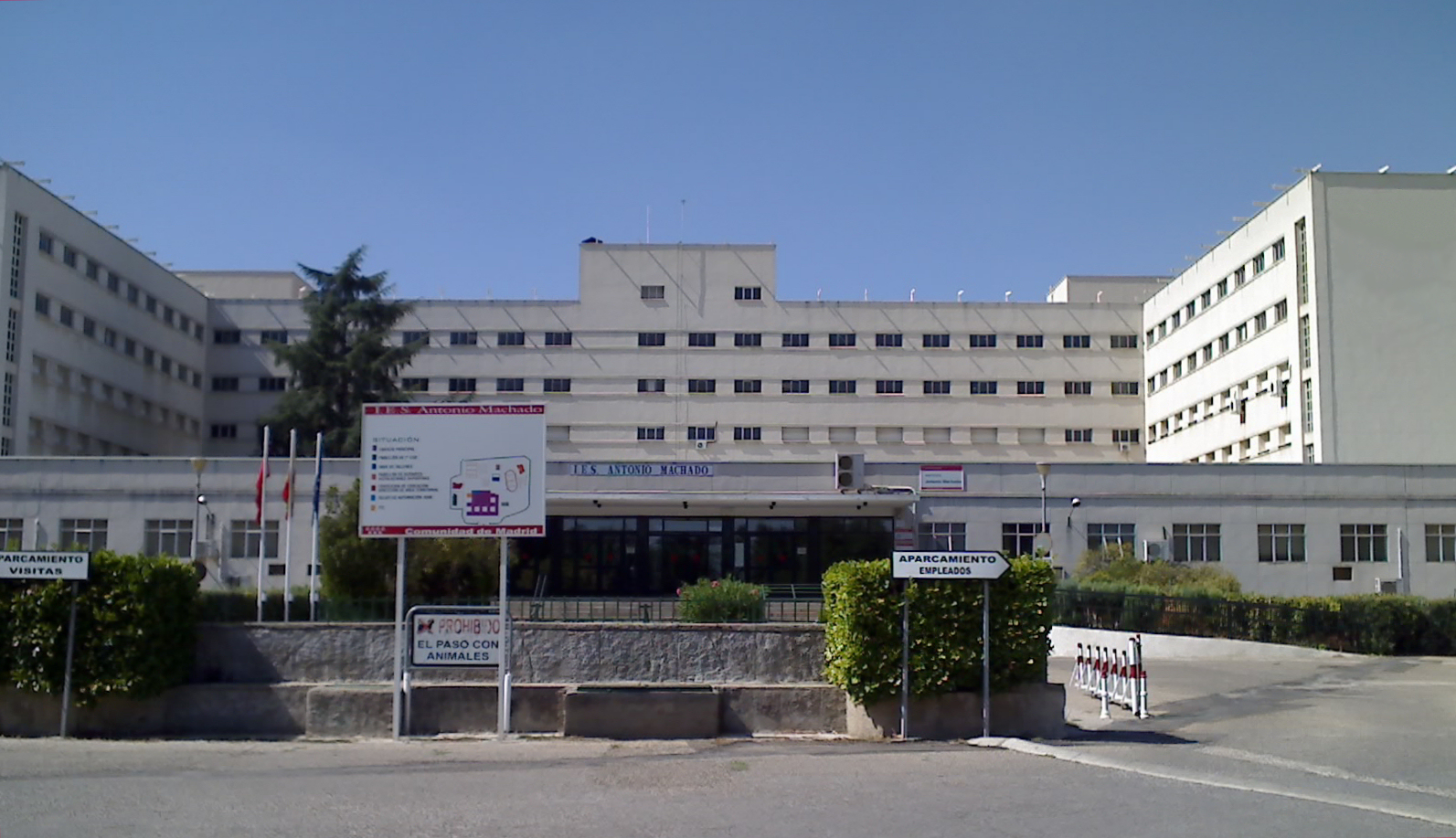
Universidad Laboral de Alcalá de Henares, fundada en 1966.

La Universidad Laboral fue una institución educativa española orientada a hijos de trabajadores que estuvo en funcionamiento desde 1955 hasta 1989; en sus 21 sedes, estudiaron aproximadamente medio millón de alumnos.

## Historia
Las universidades laborales dependían del Ministerio de Trabajo como entidades de previsión social a cargo de las Mutualidades Laborales. Su promotor fue José Antonio Girón de Velasco, por lo que nacieron a partir de fundamentos ideológicos falangistas, que se asentaron en su etapa de consolidación (1955-1962) y luego irían atenuándose progresivamente durante su etapa de expansión (1962-1978). Por último, durante la etapa de extinción (1979-1981) se reconvertirían en "Centros de Enseñanzas Integradas", y sus edificios y cometidos fueron absorbidos por el Ministerio de Educación y Ciencia.

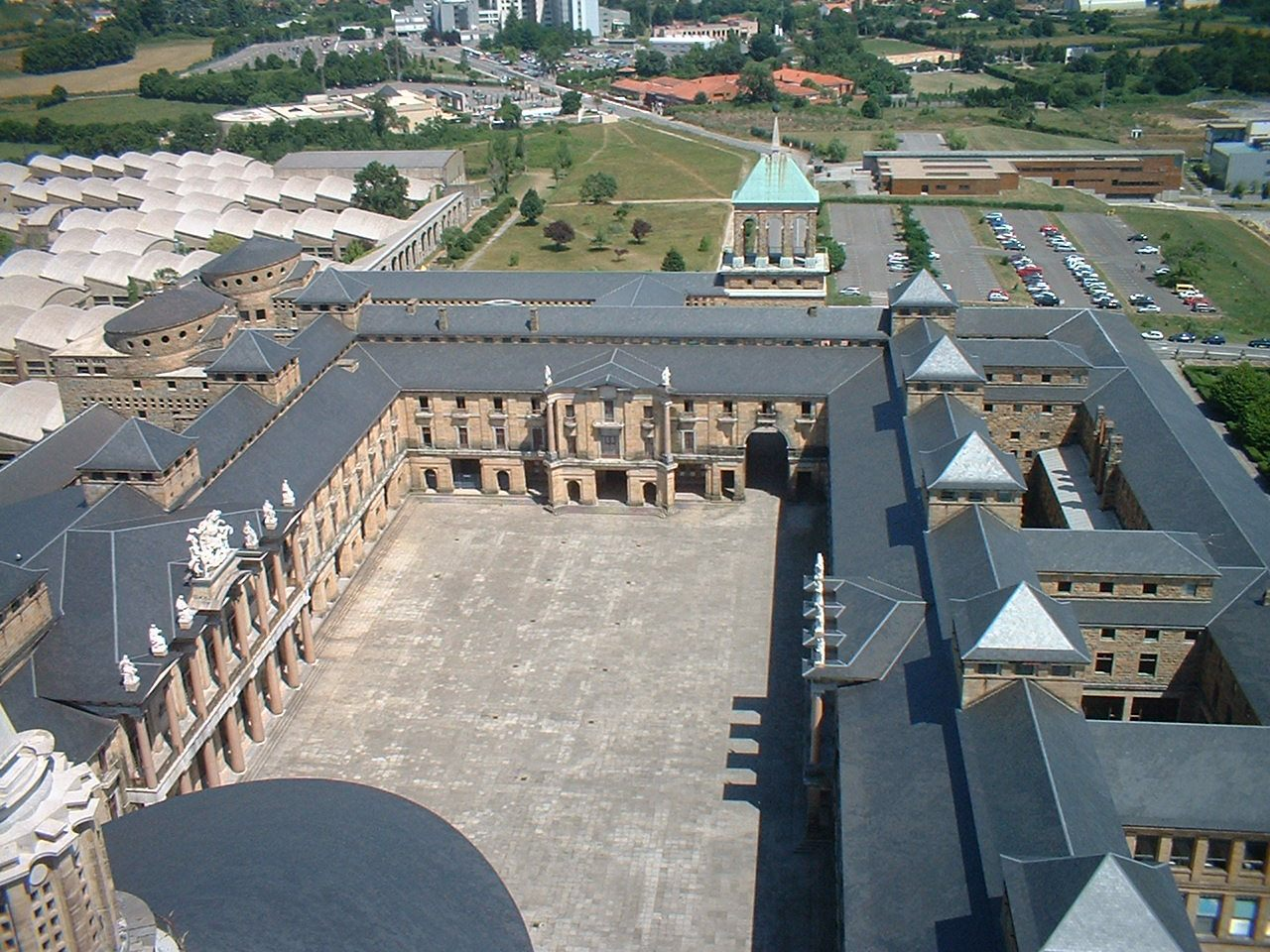
Universidad Laboral de Gijón, fue la primera (1955).

Durante sus 26 años de existencia pasaron por sus instalaciones aproximadamente medio millón de alumnos, la mayoría de ellos en régimen de internado, aunque también había estudiantes en régimen de media pensión y externos. Estaban orientadas hacia los varones, salvo las de Cáceres y Zaragoza, que eran femeninas; sólo en los últimos años fueron mixtas. En ellas se impartía educación secundaria, formación profesional e ingenierías técnicas; en la de Cheste y Las Palmas también se impartía el segundo ciclo de educación primaria. 
Sus edificios corrieron diferente destino: la mayoría se convirtieron en centros polivalentes (los actuales Institutos de Educación Secundaria y Centros Integrados Públicos de Formación Profesional); otros forman parte de los campus universitarios, y alguno es un complejo cultural.
Las universidades laborales constituyeron desde su inicio un sistema de cobertura educativa para las capas sociales menos favorecidas, con el objetivo de facilitar el derecho a la educación de la población trabajadora. Pervivieron, con todas sus servidumbres y grandezas, durante veintiséis años de la historia de España de la segunda mitad del siglo XX y han dejado, además de una indeleble huella arquitectónica en la geografía española, con la red de Centros de Universidades Laborales, un rastro cultural y profesional en el casi medio millón de alumnos que pasaron por sus aulas.

## Educación impartida

### Enseñanzas regladas
- Educación primaria

Segunda etapa de Educación General Básica (solo en Cheste y Las Palmas).
- Educación secundaria

Bachillerato Superior / Bachillerato Unificado Polivalente
Curso de Orientación Universitaria
- Formación profesional

de primer grado
de segundo grado
de tercer grado
- Ingeniería técnica

### Enseñanzas no regladas
- Educación para adultos

## Sedes
Contó con 21 instalaciones; entre paréntesis el año de inicio de actividades académicas como Universidad Laboral:
- (1955) Universidad Laboral de Gijón[7]
- (1956) Universidad Laboral de Sevilla[8]
- (1956) Universidad Laboral de Córdoba[9][10]
- (1956) Universidad Laboral de Tarragona
- (1960) Universidad Laboral de Zamora[11]
- (1964) Universidad Laboral de La Coruña
- (1966) Universidad Laboral de Alcalá de Henares[12]
- (1967) Universidad Laboral de Cáceres
- (1967) Universidad Laboral de Zaragoza
- (1967) Universidad Laboral de Huesca
- (1968) Universidad Laboral de Éibar (Guipúzcoa)
- (1969) Universidad Laboral de Cheste (Valencia)
- (1972) Universidad Laboral de La Laguna
- (1972) Universidad Laboral de Las Palmas
- (1972) Universidad Laboral de Toledo
- (1973) Universidad Laboral de Málaga[13]
- (1974) Universidad Laboral de Logroño (La Rioja)
- (1974) Universidad Laboral de Almería
- (1975) Universidad Laboral de Albacete
- (1975) Universidad Laboral de Orense
- (1976) Universidad Laboral de Vigo